# 서울후암초등학교
서울후암초등학교(서울厚岩初等學校)는 대한민국 서울특별시 용산구에 있는 공립 초등학교이다.

## 학교 연혁
- 1949년 10월 8일 서울삼영국민학교로 개교
- 1967년 3월 1일 서울후암국민학교로 개칭
- 1996년 3월 1일 서울후암초등학교로 개칭
- 1998년 10월 27일 신축교사 재건축 준공
- 2001년 12월 14일 제1컴퓨터실 준공
- 2004년 5월 28일 다목적실(정보실) 준공 및 개관
- 2006년 8월 28일 상담실 및 학습준비물실 설치
- 2008년 3월 13일 학생식당 개관
- 2010년 3월 2일 돌봄교실 설치
- 2010년 9월 10일 제2컴퓨터실 설치
- 2011년 2월 28일 운동장 종합놀이터 설치
- 2013년 12월 24일 옥상 텃밭 가꾸기 사업 완공
- 2015년 2월 13일 제59회 졸업식 (졸업생 103명)
- 2015년 3월 1일 제23대 김연옥 교장 부임
- 2015년 3월 2일 입학식 (80명)

## 참고 자료
- 서울후암초등학교 - 한국교육학술정보원 학교알리미